# لاري هوف
لاري هوف (بالإنجليزية: Larry Hough)‏ هو مجدف أمريكي، ولد في 4 أبريل 1944 في جينسفيل في الولايات المتحدة.

## وصلات خارجية
- لاري هوف على موقع الاتحاد الدولي للتجديف (الإنجليزية)
- لاري هوف على موقع اللجنة الأولمبية الدولية (الإنجليزية)
- لاري هوف على موقع أوليمبيديا (الإنجليزية)